# Anagaricophilus
Anagaricophilus es un género de coleópteros polífagos. Es originario de las Mascareñas.

## Géneros
Contiene las siguientes especies:
- Anagaricophilus concinnus Vinson, 1950
- Anagaricophilus pulchellus Arrow, 1922
- Anagaricophilus vinsoni Strohecker, 1979